# 4452 Ullacharles
4452 Ullacharles è un asteroide della fascia principale. Scoperto nel 1988, presenta un'orbita caratterizzata da un semiasse maggiore pari a 2,6147213 UA e da un'eccentricità di 0,1328281, inclinata di 14,18399° rispetto all'eclittica.